# Peter Wiederkehr
Peter Wiederkehr (1938) is een Zwitsers politicus.
Peter Wiederkehr is heimatberechtigt in Dietikon. Hij studeerde rechten en was secretaris van het departement van Openbare Werken van het kanton Zürich. Hij was namens de Christendemocratische Volkspartij (CVP) van 1971 tot 1975 lid van de Kantonsraad van Zürich.
Peter Wiederkehr was van 1975 tot 1993 lid van de Regeringsraad van het kanton Zürich. Hij beheerde het departement van Volksgezondheid. Hij was van 1 mei 1981 tot 30 april 1982 en van 1 mei 1988 tot 30 april 1989 voorzitter van de Regeringsraad (dat wil zeggen regeringsleider) van het kanton Zürich. 